# Râul Baci
Râul Baci este un curs de apă, afluent al râului Someș. 